# Gaguik de Kakhètia
Gaguik de Kakhètia (en georgià: გაგიკი) fou un rei de Kakhètia del 1039 a 1058.
Gaguik pertanyia a una branca menor de la dinastia dels Bagràtides d'Armènia. Era el fill de David Anholin de Loir i de Zoracertel, la germana de Ciríac III de Kakhètia del qual era l'hereu.
Segons Marie-Félicité Brosset que perllonga el regnar de Ciríac III de Kakhétie fins al 1039, va succeir directament al seu oncle. Cyrille Toumanoff estima del seu costat que el rei Bagrat IV de Geòrgia va annexionar durant 10 anys la Kakhètia al seu regne a la mort d'aquest mateix Ciríac III, que data el 1029.
Fos com fos, el 1039, la noblesa de Kakhètia va restablir la independència del país i Gaguik fou finalment reconegut rei per Bagrat IV de Geòrgia.
Per mantenir la seva posició durant tot el seu regnat, Gaguik va haver de maniobrar constantment entre el rei Bagrat IV de Geòrgia i el seu més poderós oponent, el senyor feudal Liparit III Orbeliani. El 1038/1040, va participar en la temptativa infructuosa del rei Bagrat IV de reconquerir l'emirat de Tblisi o Tiflis al seu emir musulmà. Més tard, amb la finalitat de resistir a la pressió del rei, es va aliar a Liparit III en el moment de la revolta d'aquest últim l'any 1046/1047.
Gaguik va conservar el control de Kakhètia i de Herècia fins a la seva mort i va transmetre el tron al seu fill Agsartan I de Kakhètia.